# Ivan Kostrenčić
Ivan Kostrenčić  (Crikvenica, 16. studenog 1844. – Crikvenica, 9. ožujka 1924.), prvi hrvatski profesionalni knjižničar i prvi sveučilišni knjižar. Otac je Marka Kostrenčića.

## Životopis
Ivan Kostrenčić završio je bogosloviju u Budimpešti (1866.), a povijest i slavistiku u Beču (1868.), gdje je do 1875. radio u negdašnjoj Dvorskoj, odnosno današnjoj Austrijskoj nacionalnoj knjižnici.
Bio je prvi hrvatski profesionalni knjižničar. Na poziv bana Ivana Mažuranića, spajanjem knjižnica bivše Pravoslovne akademije i Narodnoga muzeja, ustrojio je u novoosnovanome zagrebačkom Sveučilištu suvremenu sveučilišnu knjižnicu (današnja Nacionalna i sveučilišna knjižnica u Zagrebu), kojoj je bio ravnatelj od 1875. do 1911. Zahvaljujući njemu u njoj je prikupljena i bogata hrvatska nacionalna građa, čime je utrt put njezinu razvoju kao nacionalne knjižnice i bibliografskoga središta za izradbu hrvatskih retrospektivnih bibliografija. 
Zauzimao se za zaštitu vrijedne građe pa je pridonio odluci o izgradnji prve namjenske zgrade knjižnice na Marulićevu trgu. Bio je dugogodišnji tajnik i blagajnik Matice hrvatske (1878. – 1901.). Za boravka u Beču otkrio je rukopis F. K. Frankapana iz 1671., iz kojega je objavio izbor (Vrtić, 1871.); ondje je objavio i građu za proučavanje hrvatskoga protestantskoga pokreta.